# Bartolići
Bartolići is een plaats in de gemeente Buzet in de Kroatische provincie Istrië. De plaats telt 54 inwoners (2001).